# جيوفاني باسكولي
جيوفاني باسكولي (من بلدة سان ماورو دي رومانيا، فورلي، 31 ديسمبر 1855 - بولونيا، 6 أبريل 1912) يُعدّ أحد أعظم الشعراء الإيطاليين في أواخر القرن التاسع عشر.
تتميّز أشعاره باتباعها نظامًا شعريًا رسميًا باستخدام الأبيات الإنديكاسيلابية، والسوناتات، والتيرثيتو المتسلسل، بأسلوب بسيط للغاية. ويُضاف إلى هذا الكلاسيكية في الشكل الخارجي ميله إلى القراءات العلمية، والتي كانت سببًا في شغفه بالمواضيع الكونية، ودقّة استخدامه للمصطلحات النباتية والحيوانية. وقد نجح باسكولي في تجديد مضامين الشعر من خلال تناوله لموضوعات لم تكن مطروقة من قبل، كما استطاع أن يُظهر من خلال رسالته الشعرية لذة الأشياء البسيطة التي تُرى بحس الطفولة الكامنة في داخل كل إنسان.
طوال حياته، كان باسكولي شخصيةً حزينة، مستسلمة لمعاناة الحياة وظلم المجتمع، ومقتنعًا بأن المجتمع السائد في عصره كان قويًا جدًا بحيث لا يمكن التغلب عليه. ورغم ذلك، استطاع أن يحافظ على شعور عميق وأخوي بالإنسانية. وبعد أن انهار العالم العقلاني والمنظم الذي كان يؤمن به أنصار التيار الوضعي، واجه الشاعر الألم والمعاناة السائدة على الأرض، واستعاد القيمة الأخلاقية للألم، بوصفه عزاءً ورفعةً للفقراء والبائسين، لدرجة أنه يجعلهم قادرين حتى على مسامحة مضطهديهم.
قلة من الكُتّاب تأثّروا في تطوّرهم الإبداعي خلال مرحلة النضج مثلما تأثّر جوفاني باسكولي بتجارب شبابه الأولى. بل يبدو من المستحيل فهم المعنى الحقيقي لجزء كبير – ومن المؤكد أنه الجزء الأهم – من إنتاجه الشعري، إذا تم تجاهل خلفياته البيوغرافية والنفسية المؤلمة والمضطربة، وهي الخلفيات التي أعاد هو نفسه تنظيمها كنظام دلالي يبني عليه عالمه الخاص.
وُلد جوفاني باسكولي في 31 ديسمبر عام 1855 في سان ماورو دي رومانيا (بإقليم فورلي)، وكان الابن الرابع في عائلة مكوّنة من عشرة إخوة. كان والده، روجيرو، مديرًا لأراضي "لا توري"، التابعة لأمراء تورلونيا. وقد وفّر له الجوّ العائلي، الذي كان ذا طابع أبوي ومترابط تقليديًا بقيم الثقافة الريفية الخشنة، قدرًا كبيرًا من الطمأنينة وثبات الشخصية. في سن الثانية عشرة، بدأ الالتحاق بمدرسة ليتشيّو رافائيلي في أوربينو، والتي كانت معروفة في الولايات البابوية وفي منطقة إميليا رومانيا المجاورة، وهما منطقتان تتمتعان بتقاليد إنسانية عريقة.
في 10 أغسطس من عام 1867، قُتل والده رميًا بالرصاص أثناء عودته إلى المنزل من مدينة تشيزينا. وقد ظلت دوافع الجريمة ومرتكبوها مجهولين إلى الأبد، على الأقل رسميًا، ما جعل من هذا الحدث الصادم أثرًا عميقًا في حياة جوفاني الشاب.
بدأت العائلة بعد ذلك تفقد مستواها الاقتصادي، وتعرضت كذلك لسلسلة مؤلمة من الوفيات التي أدت إلى تفرق أفرادها؛ فبعد أن اضطروا إلى مغادرة المزرعة، توفيت والدته وشقيقته مارغريتا في العام التالي، ثم شقيقه لويجي عام 1871، وأخيرًا شقيقه الأكبر جاكومو عام 1876، الذي كان يحاول إعادة لمّ شمل العائلة. اضطر باسكولي إلى ترك الثانوية في أوربينو، لكنه استطاع مواصلة دراسته في فلورنسا بفضل اهتمام أحد أساتذته.
أثناء دراسته في الثانوية، كتب باسكولي بعض القصائد المناسبة للمناسبات، وذلك في إطار تمارين البلاغة التي كانت متّبعة في تلك الفترة ضمن الدراسات الدينية. ومن المؤكد أن خياله كان قد بدأ بالفعل في معالجة كل الانطباعات البيئية والعاطفية التي خلّفتها المأساة العائلية في أعماقه.
في السيرة الذاتية التي تركتها لنا شقيقته ماريا، بعنوان عبر حياة جوفاني باسكولي، يُصوَّر الشاعر المستقبلي كفتى عاقل ونشيط، لم تتأثر شخصيته بعد بالمآسي. وعلى مدار سنوات، بدا موقفه حازمًا ومثابرًا، عازمًا على إنهاء دراسته الثانوية والعثور على وسيلة لتحقيق دراساته الجامعية، رغم إصراره الدائم – الذي لم يثمر – على البحث عن قاتل والده ومعاقبته.
نقطة التحوّل في حياته جاءت مع اعتقاله وسجنه لاحقًا في سجن بولونيا، بعد مداهمة من الشرطة استهدفت الاشتراكيين الذين نظموا مظاهرة ضد الحكومة بسبب الحكم الصادر بحق الفوضوي جيوفاني باسانانتي. هذا العزل القسري، بعد تجربته الثورية في الجامعة والتزامه السياسي ضمن الحركات اليسارية، دفعه إلى التأمل. وفي هذه اللحظة بالتحديد، تسجّل الدراسات التاريخية ما يُعرف بـ"الارتداد الطفولي" لدى باسكولي.
في العالم الأدبي الإيطالي خلال القرنين الماضيين، تظهر بشكل متكرر المقابلة التناقضية بين العالم الحضري والريفي، حيث يُنظر إلى كل منهما على أنه يحمل قيماً متعارضة؛ ففي حين يُصوَّر الريف دائمًا على أنه "الفردوس المفقود" للقيم الثقافية والأخلاقية، تصبح المدينة رمزًا لحالة إنسانية ملعونة ومشوّهة، ضحية الانحطاط الأخلاقي الناتج عن مثالية للتقدّم مادية بحتة.
يمكن تفسير هذا التناقض في ضوء التأخر الاقتصادي والثقافي الذي كانت تعاني منه أجزاء كبيرة من إيطاليا مقارنةً ببقية الدول الأوروبية، وكذلك نتيجةً للانقسام السياسي وغياب عاصمة كبرى موحدة، كما هو الحال في باريس بفرنسا أو لندن في المملكة المتحدة.
إن الموضوعات الشعرية المرتبطة بـ"الأرض"، و"القرية"، و"الشعب المتواضع"، التي ظلت تظهر حتى نهاية الحرب العالمية الأولى، لم تكن سوى تكرارٍ لحلم الوطن الصغير والبعيد المفقود، ذاك الذي لم يستطع المثُل الوحدوية الناشئة عن توحيد إيطاليا أن تطفئه بالكامل.
ساهم باسكولي بشكل حاسم في استمرار هذا التقليد، وإن لم تكن دوافعه أيديولوجية بحتة كما هو الحال عند باقي الكُتاب، بل كانت نابعة من جذور أكثر حميمية وذاتية.
نظرًا لطبيعة عمله كأستاذ جامعي، اضطر باسكولي للعمل في مدن (وإن لم تكن مدنًا خانقة أو مزدحمة مثل بولونيا وفلورنسا وميسينا، حيث درّس لعدة سنوات وألّف بعضًا من أفضل قصائده مثل "أخيل")، إلا أنه لم يكن يسكن في هذه المدن فعليًا، بل كان دائمًا يحرص على أن يضمن لنفسه "طريق هروب" نحو عالمه الأصلي: الريف.
ويمكن القول إن الحياة الحديثة في المدينة لم تدخل أبدًا إلى شعر باسكولي، ولا حتى كمعارضة أو جدل، إذ إنه، بمعنًى ما، لم يغادر يومًا عالمه الخاص، ذلك العالم الذي يُعد الموضوع الرئيسي والوحيد لكل إنتاجه الأدبي: نوع من "الكون الصغير" المغلق على نفسه، وكأن الشاعر أراد أن يحميه من الفوضى الخارجية المهددة.
ومع ذلك، فإن هذا العالم ظل بلا اسم ولا ملامح واضحة، خاليًا من المراجع والهوية، تمامًا كما بقي الغموض يكتنف مقتل والده.
عن العلاقة الغامضة والمضطربة مع شقيقاته (ذلك العالم العائلي الذي سيشكّل قريبًا كامل عالمه الشعري)، كتب الشاعر ماريو لوتسي (Mario Luzi) بوضوح شديد أن علاقة پاسكولي بأسرته تمثّل نوعًا من العودة الطفولية العاطفية، وأنه سعى لإعادة بناء عالمه العائلي المغلق كملجأ نفسي من العالم الخارجي. 
اللحظة الحاسمة في التكوين الأدبي لباسكولي حدثت خلال السنوات التسع التي قضاها في بولونيا كطالب في كلية الآداب (من عام 1873 إلى 1882). فقد كان تلميذًا لكاردوتشي، وعاش باسكولي في الدائرة المحدودة التي تشكّلت حول الشاعر الكبير، أكثر سنوات حياته إثارة. وهنا، وبفضل الحماية التي وفرتها له العلاقة الطبيعية بين المعلم والتلميذ، لم يكن باسكولي بحاجة إلى بناء حواجز لتجنب المواجهة مع الواقع، بل اكتفى باتباع التوجيهات والنماذج التي يفرضها منهج دراسته: الكلاسيكيات، الفيلولوجيا، وتاريخ الأدب الإيطالي.
في عام 1875، فقد باسكولي منحة الدراسة، وهي الوسيلة الوحيدة التي كان يعتمد عليها للعيش. دفعت به خيبة الأمل والإحباط إلى الانضمام إلى الحركة الاشتراكية، التي كانت تمثل الفترة السياسية الوحيدة والقصيرة في حياته. وفي عام 1879، تم اعتقاله ثم بُرّئ بعد قضائه ثلاثة أشهر في السجن؛ وقد دفعه شعوره اللاحق بالظلم وخيبة الأمل إلى الاحتماء بهالة النظام التي كانت تحيط بأستاذه كاردوتشي، فأنهى دراسته الجامعية بأطروحة عن الشاعر الإغريقي "ألكايوس" (Alceo).
بعيدًا عن دراسته الأكاديمية الصارمة، قام باسكولي باستكشاف واسع للعالم الأدبي والعلمي الأجنبي، من خلال المجلات الفرنسية المتخصصة مثل Revue des deux Mondes، والتي وضعته على اتصال بالطليعة الرمزية (symbolista)، إضافةً إلى قراءته لكتابات العلماء والأدباء ذوي الاتجاه الطبيعي-العلمي مثل جول ميشليه، جان أنري فابر، وموريس ماترلينك.
كانت هذه النصوص تستخدم الوصف الطبيعي —وخاصةً حياة الحشرات، بسبب الانجذاب إلى العالم الصغير (microcosmos) الذي ميّز الرومانسية المتدهورة في نهاية القرن التاسع عشر— في إطار شعري؛ إذ كانت الملاحظة تبدأ بفضل الإنجازات العلمية الحديثة مثل تحسين المجهر وظهور مناهج تجريبية جديدة، لكنها كانت تُصاغ لاحقًا بأسلوب أدبي شعري تهيمن عليه الدهشة والخيال.
كانت هذه رؤيةً رومانسية-وضعية تميل إلى النظر في الطبيعة باعتبارها كاشفة عن الجوانب اللّاواعية (ما قبل الوعي) في العالم الإنساني. وبتوافق مع هذه الاهتمامات، وصل إليه أيضًا الاهتمام بما يُعرف بـ "فلسفة اللاوعي" للفيلسوف الألماني إدوارد فون هارتمان، وهي العمل الذي دشّن التيار التفسيري في علم النفس ذي الاتجاه المضاد للنزعة الميكانيكية، والذي قاد في النهاية إلى التحليل النفسي الفرويدي.
من الواضح، انطلاقًا من القراءات السابقة (والتي يجب أن نضيف إليها أيضًا عمل الإنجليزي جيمس سولي حول علم نفس الطفولة)، أن انجذاب پاسكولي نحو "العالَم الصغير" للظواهر الطبيعية والعناصر النفسية البدائية كان واضحًا بشدة، وهو ما سيُميّز بقوة كلّ شعره. وليس شعره فقط.
طوال القرن التاسع عشر، تطوّر في الثقافة الأوروبية نوعٌ خاص من التقديس لعالم الطفولة، بدأ أولًا بشكل عام في سياق تربوي وثقافي، ثم لاحقًا، مع اقتراب نهاية القرن، أصبح الاهتمام ذا طابع نفسي متزايد بشكل ملحوظ.
كان التيار الرومانسي قد مجّد، متأثرًا بأفكار جيامباتيستا فيكو وجان جاك روسو، مرحلة الطفولة بوصفها الحالة الطبيعية الأولى للبشرية، معتبرًا إياها نوعًا من "العصر الذهبي". لكن في ثمانينيات القرن التاسع عشر، بدأ التوجّه يتغيّر نحو تحليل أكثر واقعية وعلمية لعلم نفس الطفولة، حيث تحوّل التركيز إلى الطفل باعتباره فردًا قائمًا بذاته، يتميز بواقع مرجعي خاص به.
وهكذا، فقد أنتج أدب الأطفال خلال أقل من قرن كمية كبيرة من الكتب التي شكّلت، مع نهاية القرن التاسع عشر، أدبًا جماهيريًا حقيقيًا. ومن بين تلك الكتب: كتب للأطفال مثل المجموعات العديدة من الخرافات والقصص، لأخويْ غريم سنة 1822، وهانس كريستيان أندرسن في 1872، وجون رسكن عام 1851، وأوسكار وايلد سنة 1888، أو العمل الرائع أليس في بلاد العجائب للكاتب لويس كارول عام 1865؛ وكتب مغامرات مكيّفة للأطفال، مثل روايات جول فيرن، وروديارد كيبلينج، ومارك توين، وإميليو سالغاري أو جاك لندن؛ أو كتب عن الطفولة تحمل نوايا أخلاقية أو تربوية، مثل بلا عائلة لهكتور مالو عام 1878، واللورد الصغير فونتلروي لف. هـ. بورنيت عام 1886، ونساء صغيرات للويسا ماي ألكوت عام 1869، والكتاب المعروف جدًا القلب لإدموندو دي أميتشيس عام 1866، وبينوكيو لكارلو كولودي عام 1887.
كل هذا يساعدنا، بطبيعة الحال، على إعادة فهم النظرية الباسكولية للشعر بوصفه حدسًا نقيًا وبريئًا، والتي عبّر عنها في «شعرية الفتى الصغير» (Il Fanciullino)، باعتبارها انعكاسًا لبيئة ثقافية أوروبية واسعة كانت ناضجة تمامًا لتقبّل اقتراحه الشعري. وبهذا المعنى، لا يمكن الحديث عن حداثة حقيقية في حد ذاتها، بل بالأحرى عن الحساسية التي تمكّن من خلالها باسكولي من استثمار ذوق عام واهتمام سبق أن تم تهيئته، وترجمته إلى شعر بجودة لم تُشهد في إيطاليا منذ عصر جياكومو ليوپاردي.

بعد تخرّجه في بولونيا عام 1882، بدأ مسيرته كأستاذ للغة اللاتينية واليونانية في ثانويات (Liceos) مدينتي ماتيرا وماسا. وهناك، رغب في أن يصطحب معه شقيقتيه الصغريين، إيدا وماريا، اللتين حاول من خلالهما إعادة بناء النواة العائلية الأولى. ومن عام 1887 حتى 1895، قام بالتدريس في مدينة ليفورنو.
وفي الأثناء، بدأ تعاونه مع مجلة Vita Nuova، حيث نُشرت أوائل قصائد عمله Myricae (الذي صدرت له خمس طبعات حتى عام 1900). كما فاز – لثلاث عشرة مرة متتالية – بالميدالية الذهبية في مسابقة الشعر اللاتيني في أمستردام، بدءًا بقصيدته "Veianus"، وتبعها بعدة قصائد ضمن مجموعة Carmina.
وفي عام 1894، دُعي إلى روما للعمل في وزارة التعليم العام، وهناك نشر النسخة الأولى من القصائد القلبية (Poemi conviviali)، وكانت بعنوان: "جوج وماجوج" (Gog y Magog).
في عام 1895، انتقل مع شقيقته ماريّو إلى منزل كاستلفيكيو باسكولي، الذي جعله مقر إقامته الدائم.
وقد أدّت التحوّلات السياسية والاجتماعية التي كانت تهزّ السنوات الأخيرة من القرن التاسع عشر – وكانت تمهّد للكارثة الحربية الأوروبية وظهور الفاشية – إلى دفع باسكولي، الذي كان متأثّرًا عاطفيًّا بالفعل بسبب فشل محاولته في إعادة تكوين أسرته، إلى حالة من انعدام الأمان والتشاؤم ازدادت وضوحًا مع مرور الوقت.
في عام 1899 كتب إلى الرسّام دي ويت قائلاً:
«في العالم لا يوجد سوى الكثير من الألم والغموض؛ لكننا نجد عزاءً عظيمًا في الحياة البسيطة والعائلية، وفي تأمّل الطبيعة، خاصة في الريف، إلا أن هذا العزاء لا يكفي مع ذلك لتحريرنا من مصيرنا الثابت الذي لا يتغيّر».
وفي هذا التناقض بين ظاهر الحياة الاجتماعية (وحياة المدينة) وباطن الوجود العائلي (وحياة الريف)، تتجلّى الفكرة المهيمنة — إلى جانب موضوع الموت — في شعر باسكولي.
من منزله في كاستيلفيكيو، المحاط بلطف بغابات غرفانيانا بالقرب من قرية بارغا القروسطية، لم يغادر باسكولي ذلك المكان أبدًا (من الناحية النفسية) حتى لحظة وفاته.
على الرغم من استمراره في العمل المكثف في نشر القصائد والمقالات، وقبوله في عام 1905 خلافة كاردوتشي في كرسي جامعة بولونيا، فقد ترك لنا باسكولي رؤية محدودة بشكل أحادي إلى "مركز"، يتمثل في سرّ الطبيعة والعلاقة بين الحب والموت.
يبدو كما لو أن الشاعر، وقد غمره قلق لا يمكن السيطرة عليه، قد وجد في الأداة العقلية المتمثلة في التأليف الشعري الوسيلة الوحيدة لحصر المخاوف والأشباح الوجودية داخل "حيّز" محدد بدقة، يمكن خارجه مواصلة الحياة بعلاقات إنسانية طبيعية. في هذا "الحيّز" الشعري عمل باسكولي بإصرار إبداعي استثنائي، مُنشئًا سلسلة كاملة من الأبيات والأشكال لم يُرَ مثل هذا التعقيد والتنوّع فيها منذ عهد غابرييلو كيابريرا.
لقد فُسِّرت هذه المحاولة المُتقنة والمُتكلّفة والأنيقة في البحث عن البنى العَروضية التي اختارها باسكولي — وهي مزيج من الأبيات ذات التسعة مقاطع، والخمسة، والأربعة، في القصيدة الواحدة — على أنها عملٌ دقيق ومُنظّم بعناية لتنظيم عقلاني للشكل الشعري الذي ينشأ من مضامين نفسية مشوّهة وغير قابلة للسيطرة مصدرها اللاوعي.
وباختصار، فإن هذا يمثل عكس تمامًا ما دافع عنه الرمزيون الفرنسيون وغيرهم من الطليعيين الفنيين في بدايات القرن العشرين فيما يخص فكرتهم عن العفوية التعبيرية.
على الرغم من أن المرحلة الأخيرة من إنتاج باسكولي كانت غنيّة بالموضوعات الاجتماعية والسياسية (مثل القصائد والأناشيد عام 1911، والقصائد الإيطالية وقصائد النهضة اللتان نُشرتا بعد وفاته، أو الخطاب الشهير "البروليتاريا العظيمة قد تحرّكت" الذي ألقاه سنة 1911 بمناسبة تظاهرة دعمًا لجرحى حرب ليبيا)، فلا شك في أن عمله الأهم يتمثل في المجموعات الشعرية "ميريكاي" (Myricae) و"أناشيد كاستلفيكيو" (Cantos de Castelvecchio) التي صدرت عام 1903.
فكل عالم باسكولي موجود هناك: الطبيعة باعتبارها موطن الروح، ومن خلالها يتأمل الشاعر الموت كتجسيد للحِداد والفقدان الشخصي.
هل الموت كثير جدًا؟ لكن الحياة، من دون الإحساس بالموت، أي من دون الدين، ومن دون ذلك الذي يميزنا عن الحيوانات، هي جنون—إما متقطع أو دائم، إما رصين أو مأساوي.
ومن جهة أخرى، فقد وُلدت هذه القصائد كلها تقريبًا في الريف؛ ولم تعد هناك صور، ولا حقول، ولا بياض السفن الكبيرة، ولا خُضرة الغابات، ولا ذهب السنابل، بل فقط المواكب أو طقوس التناول التي تمر؛ ولا يوجد صوت يعلو بتميّزه بين هدير الأنهار والجداول، فوق الغابة الكثيفة، وفوق غناء الزيزان والعصافير، مثل صوت الـ "السلام عليك يا مريم".
فلتنبت ولتتفتح حول قبر أمي الشابة القديم هذه الـ myricae (دعونا نقول: السلال أو الأغطية) الخريفية.
مصطلحٌ مأخوذ من الإيكلوجا الرابعة (Égloga IV) للشاعر فيرجيل، وهو الشاعر المفضل لدى باسكولي. وقد اتخذها (أي Myricae) شعارًا مستوحًى بشكل طفيف من هذا البيت من الإيكلوجا المذكورة: «arbusta iuvant humilesque myricae»
(أي: «الأشجار الصغيرة والشجيرات المتواضعة تسرّني»).
في عام 1891، صدرت الطبعة الأولى من Myricae، وهي مجموعة من القصائد التي وصفها باسكولي نفسه بأنها متواضعة، وتتناول مواضيع عائلية وريفية. وتضم، من بين قصائد أخرى، القصيدة الشهيرة «نوفمبر».
بين عامي 1897 و1903، قام بتدريس اللغة اللاتينية في جامعة ميسينا، وبما حصل عليه من بيع بعض الميداليات الذهبية التي فاز بها في المسابقات، اشترى منزلًا في كاستلفيكيو.
وفي عام 1905، حصل على كرسي الأدب في جامعة بولونيا، خلفًا للشاعر كاردوتشي.
أحد الموضوعات البارزة التي خلدت اسم باسكولي في تاريخ الأدب هو ما يُعرف بـ«شعرية الصبي الصغير» (la poética del muchachito)، التي شرحها بنفسه بشكلٍ رائع في المقال الذي يحمل الاسم نفسه، والمنشور في مجلة Il Marzocco عام 1897.
في ذلك المقال، قدّم باسكولي تعريفًا شاملًا للشعر — على الأقل من وجهة نظره الخاصة — باعتباره القدرة الدائمة على الدهشة، وهي سمة مميزة لعالم الطفولة، واستعداد غير عقلاني يستمر في الإنسان حتى بعد أن يبتعد، زمنيًا على الأقل، عن مرحلة الطفولة الفعلية. ومن ثم، فالشعر لا يُفهم بوصفه نتاجًا للعقل أو، في أسوأ الأحوال، كخطاب منطقي (لوغوس)، بل كقدرة على إضفاء المعنى على الأشياء المحيطة بنا، عندما تُرى من منظور ذاتي تمامًا.
كان باسكولي أيضًا مفسرًا وناقدًا لأعمال دانتي أليغييري، كما تولّى الإشراف على السلسلة التحريرية مكتبة الشعب (La biblioteca del popolo).
وفي عام 1912، تُوفي في بولونيا بسبب السرطان، ودُفن في مقبرة كاستلفيكيو دي بارغا.
وقد تولّت شقيقته ماريا، على مدار الأربعين عامًا التالية، مهمة الحفاظ على ذكراه حيّة من خلال حفظ الأرشيف والوثائق، بالإضافة إلى مراسلات شقيقها الشاعر، مقدّمة بذلك مساهمة أساسية لكشف تفاصيل حياة الشاعر ونشرها.
أعماله
1897 – الطفل الصغير (Il fanciullino) – مقال منشور في مجلة Il Marzocco
1891 – ميريكاي (Myricae) – (الطبعة الأساسية من قصائده)
1897 – قصائد صغيرة (Poemetti)
1898 – مينيرفا المظلمة (Minerva oscura) – دراسات عن دانتي
1903
أناشيد كاستلفيكيو (Canti di Castelvecchio) – (مُهداة لوالدته)
ميريكاي – (الطبعة النهائية)
كتاباتي عن الإنسانية المتنوعة (Miei scritti di varia umanità)

1904
أولى القصائد الصغيرة (Primi poemetti)
قصائد الرفقة (Poemi conviviali)

1906 – أناشيد وتسابيح (Odi e Inni)
1907
أناشيد كاستلفيكيو (Canti di Castelvecchio) – (الطبعة النهائية)
أفكار وخُطب (Pensieri e discorsi)

1909
قصائد صغيرة جديدة (Nuovi poemetti)
قصائد إيطالية (Poemi italici)

1911-1912
قصائد النهضة الإيطالية (Poemi del Risorgimento)
البروليتاريا العظمى قد تحركت (La grande proletaria si è mossa)
كتب كُتبت عن باسكولي
تأليف جيان لويجي روجيو: جيوفاني باسكولي – الحياة المعذّبة لشاعر عظيم (وملحق يحتوي على مختارات واسعة من أفضل قصائده) – دار نشر Simonelli
تأليف ماريا سانتيني: الأخت الطاهرة – حياة ماريا باسكولي، الأخت الأقرب إلى قلب شاعر الفرس المرقّش (Cavalla Storna) – دار نشر Simonelli